# لیگ قهرمانان اقیانوسیه ۱۳–۲۰۱۲
لیگ قهرمانان اقیانوسیه ۱۳–۲۰۱۲ دوازدهمین دوره مسابقات قهرمانی باشگاه‌های اقیانوسیه، مسابقات فوتبال باشگاهی برتر در اقیانوسیه بود که توسط کنفدراسیون فوتبال اقیانوسیه (اواف‌سی) سازماندهی شد و هفتمین فصل با نام فعلی لیگ قهرمانان اقیانوسیه بود.
اوکلند سیتی پس از شکست ویتاکر یونایتد در فینال، تبدیل به اولین تیمی شد که سه بار متوالی قهرمان مسابقات شده‌است. به عنوان قهرمان لیگ قهرمانان اقیانوسیه ۲۰۱۳، این تیم به عنوان نماینده اقیانوسیه در جام باشگاه‌های جهان ۲۰۱۳ شرکت کرد.

## تغییر فرمت
اواف‌سی در مورد تغییرات قالب زیر برای نسخه ۲۰۱۳ تصمیم گرفت:
- یک مرحله مقدماتی به مسابقات اضافه شد به طوری که تیم‌های هر یازده انجمن عضو اواف‌سی شانس رقابت با عنوان قهرمان او-لیگ را دارند.[۳]
- به جای شروع در اواخر اکتبر یا اوایل نوامبر، مرحله گروهی در یک دوره یک‌ماهه در ماه‌های مارس و آوریل برگزار شد و بازی‌ها هر آخر هفته برگزار می‌شد.[۴]
- برخلاف سال‌های گذشته، مرحله نیمه نهایی برگزار شد و دو تیم برتر هر گروه در مرحله حذفی حضور داشتند. این دیدارها در دو بازی رفت و برگشت انجام شد.[۴]
- سپس تیم‌های برنده نیمه نهایی در یک فینال در مکانی از پیش تعیین شده به مصاف هم رفتند. فینال تک‌مسابقه‌ای خواهد بود.[۴]

## تیم‌ها
| انجمن                 | تیم                 | نحوه صعود                                                     |
| شروع از مرحله گروهی   | شروع از مرحله گروهی | شروع از مرحله گروهی                                           |
| --------------------- | ------------------- | ------------------------------------------------------------- |
| فیجی                  | با                  | قهرمان لیگ ملی فوتبال فیجی ۲۰۱۲                               |
| نیوزیلند              | ویتاکر یونایتد      | قهرمان مسابقات قهرمانی فوتبال نیوزیلند ۱۲–۲۰۱۱                |
| نیوزیلند              | اوکلند سیتی         | رتبه اول جدول رده‌بندی مسابقات قهرمانی فوتبال نیوزیلند ۱۲–۲۰۱۱ |
| پاپوآ گینه نو         | هیکاری یونایتد      | قهرمان لیگ ملی فوتبال پاپوآ گینه نو ۱۲–۲۰۱۱                   |
| جزایر سلیمان          | سلیمان واریورز      | قهرمان اس-لیگ جزایر سلیمان ۱۲–۲۰۱۱                            |
| تاهیتی                | دراگون              | قهرمان لیگ ۱ تاهیتی ۱۲–۲۰۱۱                                   |
| وانواتو               | آمیکال              | قهرمان لیگ ملی فوتبال وانواتو ۲۰۱۲                            |
| شروع از مرحله پلی آف  |                     |                                                               |
| کالدونیای جدید        | مونت دور            | قهرمان سوپر لیگ کالدونیای جدید ۲۰۱۱                           |
| شروع از مرحله مقدماتی |                     |                                                               |
| ساموآی آمریکا         | پاگو یوث            | قهرمان لیگ بزرگسالان ساموآی آمریکا ۲۰۱۱                       |
| جزایر کوک             | توپاپا مارائرنگا    | قهرمان جام جزایر کوک ۲۰۱۱                                     |
| ساموآ                 | کیوی                | قهرمان لیگ ملی ساموآ ۱۱–۲۰۱۰                                  |
| تونگا                 | لوتوهاآپای یونایتد  | قهرمان لیگ برتر تونگا ۱۱–۲۰۱۰                                 |

## برنامه مسابقات
| مرحله         | مرحله      | تاریخ                |
| ------------- | ---------- | -------------------- |
| مرحله مقدماتی | هفته ۱     | ۱ مه ۲۰۱۲            |
| مرحله مقدماتی | هفته ۲     | ۳ مه ۲۰۱۲            |
| مرحله مقدماتی | هفته ۳     | ۵ مه ۲۰۱۲            |
| مرحله مقدماتی | پلی آف     | ۸ مه ۲۰۱۲            |
| مرحله گروهی   | هفته ۱     | ۳۰ مارس ۲۰۱۳         |
| مرحله گروهی   | هفته ۲     | ۳، ۵–۷ آوریل ۲۰۱۳    |
| مرحله گروهی   | هفته ۳     | ۱۲–۱۳ آوریل ۲۰۱۳     |
| مرحله گروهی   | هفته ۴     | ۱۷ آوریل ۲۰۱۳        |
| مرحله گروهی   | هفته ۵     | ۲۰–۲۱، ۲۳ آوریل ۲۰۱۳ |
| مرحله گروهی   | هفته ۶     | ۲۷–۲۸ آوریل ۲۰۱۳     |
| نیمه نهایی    | بازی رفت   | ۴–۵ مه ۲۰۱۳          |
| نیمه نهایی    | بازی برگشت | ۱۱–۱۲ مه ۲۰۱۳        |
| فینال         | فینال      | ۱۹ مه ۲۰۱۳           |

## مرحله مقدماتی
| تیم                | بازی | برد | مساوی | باخت | گل زده | گل خورده | گل تفاضل | امتیاز |
| ------------------ | ---- | --- | ----- | ---- | ------ | -------- | -------- | ------ |
| توپاپا مارائرنگا   | ۳    | ۲   | ۱     | ۰    | ۱۴     | ۴        | ۱۰+      | ۷      |
| لوتوهاآپای یونایتد | ۳    | ۲   | ۱     | ۰    | ۱۱     | ۴        | ۷+       | ۷      |
| کیوی               | ۳    | ۱   | ۰     | ۲    | ۷      | ۵        | ۲+       | ۳      |
| پاگو یوث           | ۳    | ۰   | ۰     | ۳    | ۱      | ۲۰       | ۱۹−      | ۰      |

| تیم ۱              | نتیجه | تیم ۲              |
| ------------------ | ----- | ------------------ |
| پاگو یوث           | ۱–۵   | کیوی               |
| لوتوهاآپای یونایتد | ۳–۳   | توپاپا مارائرنگا   |
| لوتوهاآپای یونایتد | ۶–۰   | پاگو یوث           |
| کیوی               | ۱–۲   | توپاپا مارائرنگا   |
| توپاپا مارائرنگا   | ۹–۰   | پاگو یوث           |
| کیوی               | ۱–۲   | لوتوهاآپای یونایتد |

### پلی آف
| تیم ۱            | نتیجه | تیم ۲    |
| ---------------- | ----- | -------- |
| توپاپا مارائرنگا | ۱–۳   | مونت دور |

## مرحله گروهی
در ۵ فوریه ۲۰۱۳، اواف‌سی قرعه کشی و برنامه مرحله گروهی را اعلام کرد. مسابقات مرحله گروهی از ۳۰ مارس تا ۲۸ آوریل ۲۰۱۳ برگزار شد.

### گروه A
| تیم            | بازی | برد | مساوی | باخت | گل زده | گل خورده | گل تفاضل | امتیاز |  | BA  | AMI | SOL | HEK |
| -------------- | ---- | --- | ----- | ---- | ------ | -------- | -------- | ------ |  | --- | --- | --- | --- |
| با             | ۶    | ۵   | ۱     | ۰    | ۱۶     | ۴        | ۱۲+      | ۱۶     |  | —   | ۲–۰ | ۵–۰ | ۲–۰ |
| آمیکال         | ۶    | ۳   | ۱     | ۲    | ۷      | ۴        | ۳+       | ۱۰     |  | ۱–۲ | —   | ۲–۰ | ۲–۰ |
| سلیمان واریورز | ۶    | ۱   | ۱     | ۴    | ۷      | ۱۵       | ۸−       | ۴      |  | ۲–۲ | ۰–۲ | —   | ۴–۲ |
| هیکاری یونایتد | ۶    | ۱   | ۱     | ۴    | ۵      | ۱۲       | ۷−       | ۴      |  | ۱–۳ | ۰–۰ | ۲–۱ | —   |

| تیم ۱          | نتیجه | تیم ۲          |
| -------------- | ----- | -------------- |
| سلیمان واریورز | ۰–۲   | آمیکال         |
| هیکاری یونایتد | ۱–۳   | با             |
| سلیمان واریورز | ۲–۲   | با             |
| هیکاری یونایتد | ۰–۰   | آمیکال         |
| با             | ۲–۰   | هیکاری یونایتد |
| آمیکال         | ۲–۰   | سلیمان واریورز |
| با             | ۵–۰   | سلیمان واریورز |
| آمیکال         | ۲–۰   | هیکاری یونایتد |
| سلیمان واریورز | ۴–۲   | هیکاری یونایتد |
| آمیکال         | ۱–۲   | با             |
| با             | ۲–۰   | آمیکال         |
| هیکاری یونایتد | ۲–۱   | سلیمان واریورز |

### گروه B
| تیم            | بازی | برد | مساوی | باخت | گل زده | گل خورده | گل تفاضل | امتیاز |  | WAI | AUC | DRA | MON  |
| -------------- | ---- | --- | ----- | ---- | ------ | -------- | -------- | ------ |  | --- | --- | --- | ---- |
| ویتاکر یونایتد | ۶    | ۴   | ۱     | ۱    | ۹      | ۶        | ۳+       | ۱۳     |  | —   | ۱–۳ | ۰–۰ | ۱–۳  |
| اوکلند سیتی    | ۶    | ۳   | ۱     | ۲    | ۱۹     | ۸        | ۱۱+      | ۱۰     |  | ۰–۱ | —   | ۱–۳ | ۱۲–۲ |
| دراگون         | ۶    | ۲   | ۳     | ۱    | ۹      | ۵        | ۴+       | ۹      |  | ۰–۱ | ۱–۱ | —   | ۱–۱  |
| مونت دور       | ۶    | ۰   | ۱     | ۵    | ۷      | ۲۵       | ۱۸−      | ۱      |  | ۲–۳ | ۰–۲ | ۱–۴ | —    |

| تیم ۱          | نتیجه | تیم ۲          |
| -------------- | ----- | -------------- |
| ویتاکر یونایتد | ۰–۰   | دراگون         |
| مونت دور       | ۰–۲   | اوکلند سیتی    |
| مونت دور       | ۱–۴   | دراگون         |
| ویتاکر یونایتد | ۱–۳   | اوکلند سیتی    |
| اوکلند سیتی    | ۱۲–۲  | مونت دور       |
| دراگون         | ۰–۱   | ویتاکر یونایتد |
| اوکلند سیتی    | ۱–۳   | دراگون         |
| ویتاکر یونایتد | ۳–۱   | مونت دور       |
| اوکلند سیتی    | ۰–۱   | ویتاکر یونایتد |
| دراگون         | ۱–۱   | مونت دور       |
| دراگون         | ۱–۱   | اوکلند سیتی    |
| مونت دور       | ۲–۳   | ویتاکر یونایتد |

## نیمه نهایی
بازی‌های رفت در ۴ و ۵ مه ۲۰۱۳ و بازی‌های برگشت در ۱۱ و ۱۲ مه ۲۰۱۳ برگزار شد.
| تیم ۱       | نتیجه نهایی | تیم ۲          | بازی رفت | بازی برگشت |
| ----------- | ----------- | -------------- | -------- | ---------- |
| آمیکال      | ۱–۴         | ویتاکر یونایتد | ۰–۲      | ۱–۲        |
| اوکلند سیتی | ۷–۱         | با             | ۶–۱      | ۱–۰        |

## فینال
فینال در ۱۹ مه ۲۰۱۳ در ورزشگاه مونت اسمارت در اوکلند، نیوزیلند برگزار شد.
| تیم ۱          | نتیجه | تیم ۲       |
| -------------- | ----- | ----------- |
| ویتاکر یونایتد | ۱–۲   | اوکلند سیتی |